# 쇼나인
쇼나인(영어: Shona)은 남아프리카, 주로 짐바브웨가 원산지인 반투족이다. 그들은 5개의 주요 종족을 가지고 있으며 유사한 문화와 언어를 가진 다른 집단들과 인접해 있다.

## 역사

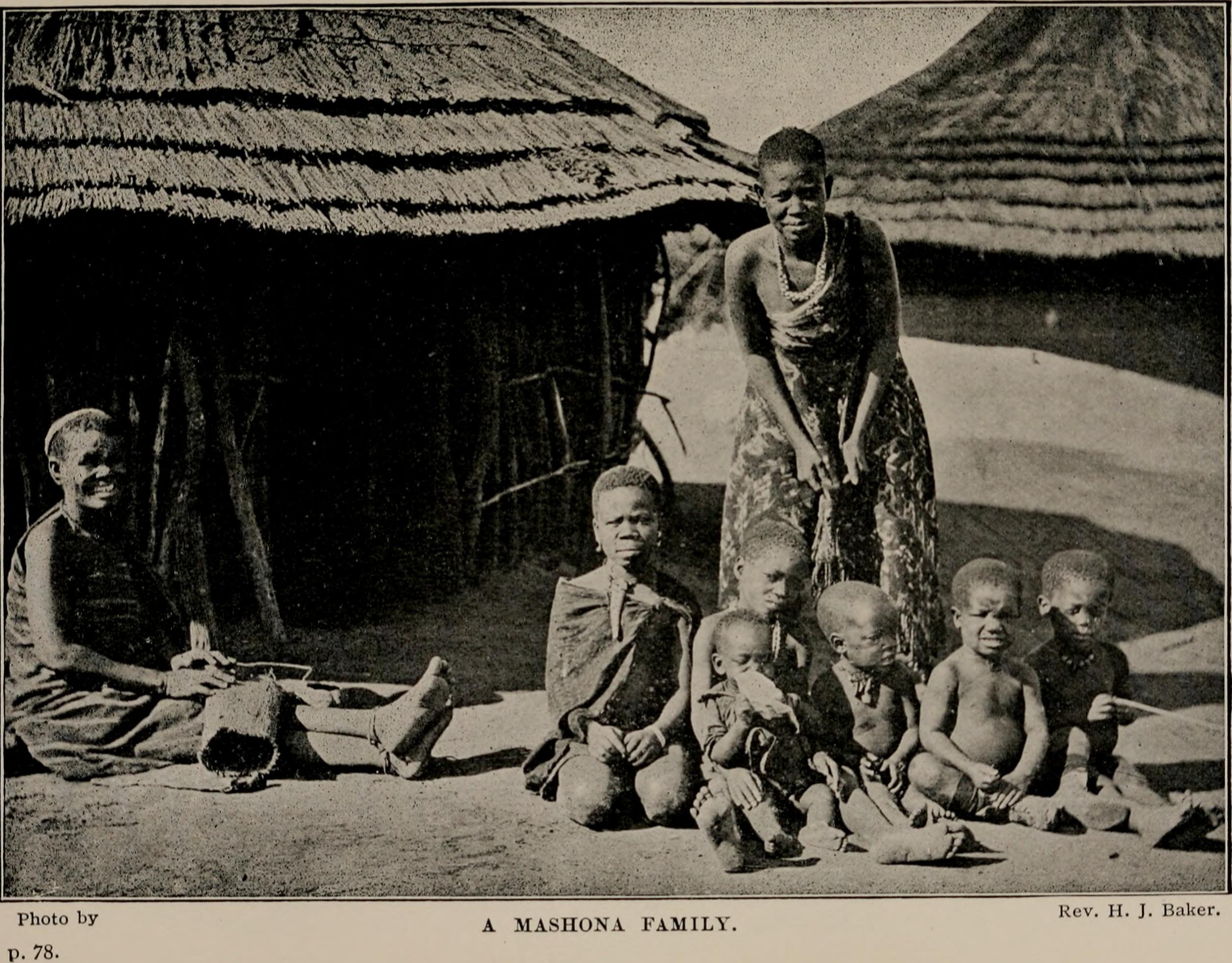
쇼나인 가족(1911년)

11세기 동안, 칼랑가족은 짐바브웨 고원에 왕국을 형성했다. 짐바브웨 왕국의 수도인 그레이트 짐바브웨에서 건설이 시작되었다. 토르와 왕조는 부투아 왕국을 통치했고 무타파 제국은 로즈비 제국 이전이었다.
형제는 형의 뒤를 이어 왕조가 되었고, 16세기 동안 포르투갈 사람들에 의해 이용당한 내전으로 이어졌다. 왕들은 많은 추장, 부두장, 그리고 우두머리들을 통치했다.
제국은 고원으로 이주한 새로운 집단들로 대체되었다. 은데벨레족은 1830년대에 로즈비 제국을 멸망시켰다. 포르투갈인들은 무타파 제국을 서서히 잠식했다. 무타파는 스와힐리인, 아랍인 그리고 동아시아 무역업자들에게 귀중한 수출품을 제공한 후 모잠비크 해안까지 확장되었다. 영국은 1890년에 전통적인 힘을 파괴하고 1890년에 로디지아의 고원을 식민지화했고, 모잠비크에 있는 포르투갈 식민지 정부는 1902년까지 무타파 제국의 잔당들과 싸웠다. 쇼나인은 또한 그들이 사하라 이남 아프리카에서 가장 큰 반투족 중 하나인 반투족 이주의 일부였다.

## 문화

### 생계형 농업 및 광산

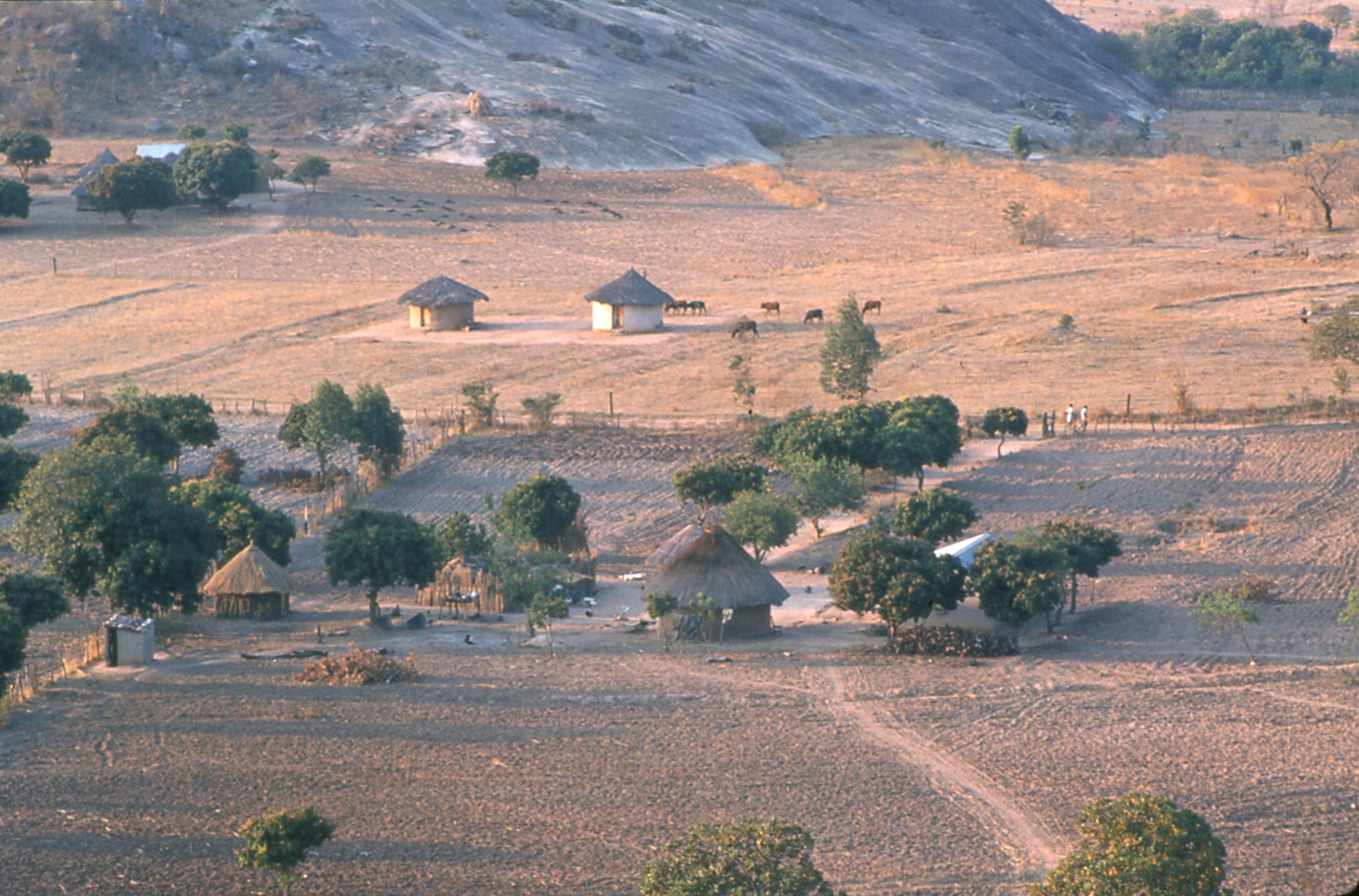
짐바브웨 무레와 인근 쇼나인 농장

쇼나족 가문은 전통적으로 생계형 농업을 해 왔다. 그들은 수수, 콩, 밤바라땅콩, 그리고 호박을 재배했다. 수수와 옥수수는 주요리, 사자로 불리는 걸쭉한 죽, 그리고 화화로 알려진 전통 맥주를 준비하는데 사용된다. 가축은 가뭄 동안 중요한 식량 비축량이기 때문에 쇼나족은 또한 소와 염소를 기른다. 식민지 이전 쇼나 주들은 광산 제품, 특히 금과 구리의 수출로 상당한 수익을 올렸다.

### 주택
무샤라고 알려진 전통적인 쇼나 주택은 깨끗한 마당 주변에 배치된 둥근 오두막이다. 각각의 오두막은 부엌이나 휴게공간 등 특별한 기능을 가지고 있다.

### 예술

#### 조각
쇼나족은 1940년대에 발견된 석조 조각으로 잘 알려져 있다. 쇼나족 조각은 11세기에 발달했고 13세기와 14세기에 정점을 찍은 뒤 20세기 중반까지 서서히 쇠퇴하기 시작했다. 비록 대부분의 조각품들이 퇴적석과 같은 새나 인간이지만, 몇몇은 뱀과 같은 단단한 돌과 더 희귀한 평결로 만들어진다. 1950년대에 짐바브웨 예술가들은 유럽 미술 애호가들에게 팔려고 돌 조각들을 조각하기 시작했다. 이 조각품들은 빠르게 인기를 얻었고 전세계 미술관에 의해 구매되고 전시되었다. 많은 조각품들은 영혼이 동물로 변모하는 것을 묘사하고 있고, 어떤 것들은 추상적이다. 짐바브웨의 많은 예술가들은 관광객들에게 팔기 위해 나무와 돌을 조각하고 전통 도자기 또한 존재한다.

#### 의상
전통적인 의상은 보통 앞과 뒤를 덮는 동물의 가죽인 마파와 샤시코였다. 이것들은 나중에 상인들이 옷감을 소개하면서 진화했다.

### 음악
쇼나 전통음악은 다른 아프리카 전통음악과 마찬가지로 일정한 멜로디와 다양한 리듬을 가지고 있다. 그것의 가장 중요한 악기는 응고마 드럼과 음비라다. 드럼은 연주되는 음악의 종류에 따라 크기와 모양이 다르다. 그들이 어떻게 연주되는지는 드럼의 크기와 음악의 종류에 달려있다. 비록 큰 드럼은 일반적으로 막대기로 연주되고 손바닥이 열린 작은 드럼은 손과 막대기로 연주된다. 막대기는 소리를 내기 위해 북을 문지르거나 긁는다.